# Verbena bingenensis
Verbena bingenensis är en verbenaväxtart som beskrevs av Harold Norman Moldenke. Verbena bingenensis ingår i släktet verbenor, och familjen verbenaväxter. Inga underarter finns listade i Catalogue of Life.